# 沃昂韦尔芒杜瓦
沃昂韦尔芒杜瓦（法語：Vaux-en-Vermandois）是法国皮卡第大区埃纳省的一个市镇，属于圣康坦区韦尔芒县。该市镇2009年时的人口为153人。

## 人口
沃昂韦尔芒杜瓦人口变化图示
| 数据来源：INSEE |